# Анджей Ясінський
Анджей Ясінський (пол. Andrzej Jasiński; нар. 23 жовтня 1936, Ченстохова) — польський піаніст і музичний педагог.
Закінчив Катовицьку Вищу школу музики (1959) у Владислави Маркевічувни, наступні два роки навчався в Парижі у Магди Таляферро. З 1961 року викладав в Музичній академії в Катовиці, в 1973 — 1996 роках очолював кафедру фортепіано. Серед учнів Ясіньского, зокрема, Кристіан Цимерман, Єжи Стерчіньский, Джоанна Доманська та інші.
Був головою журі 14-го, 15-го і 16-го Конкурсів піаністів імені Шопена.
У 1979—1982 роках — професор Штутгартської вищої школи музики і театру.

## Нагороди та визнання
- Перша премія на Міжнародному конкурсі піаністів[en] у Барселоні (1960)
- Нагорода імені Кароля Мяркі (1995)
- Почесний доктор Катовицької музичної академії (14.12.2006)
- Почесний доктор Музичного університету Ф. Шопена у Варшаві (2007)